# جان لراي
جان ليراي ((بالفرنسية: Jean Leray)‏؛ ولد في 7 نوفمبر 1906 وتوفى في 10 نوفمبر 1998) كان عالم رياضيات فرنسي، حيث عمل على كل من المعادلات التفاضلية الجزئية والطبولوجيا الجبرية.